# Van de wachtelboom

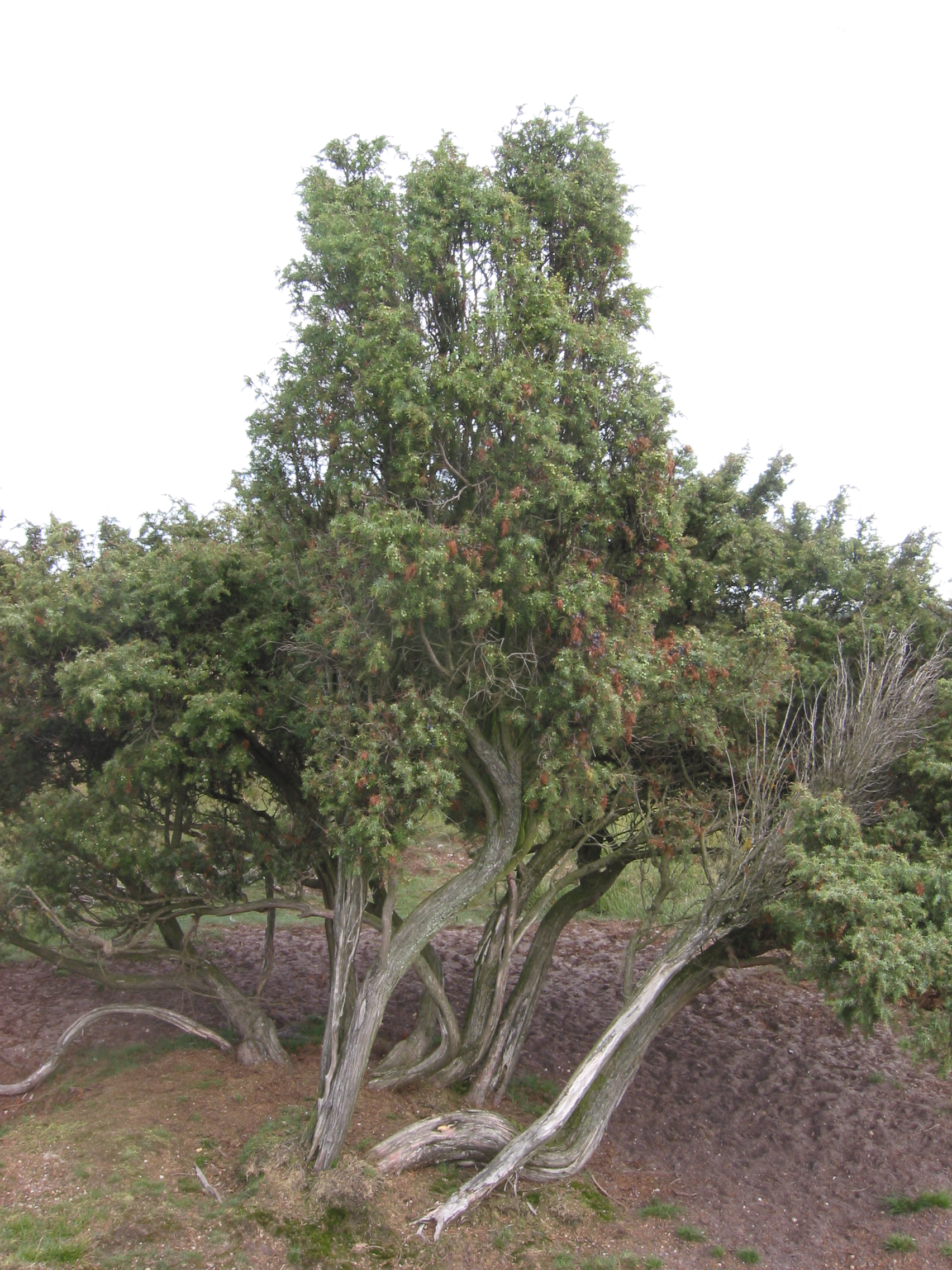
Een jeneverbesboom

Van de wachtelboom of De jeneverboom is een sprookje uit Kinder- und Hausmärchen, de verzameling van de gebroeders Grimm, met als nummer KHM47. De oorspronkelijke naam is Von dem Machandelboom.

## Het verhaal
Zo'n tweeduizend jaar geleden leefden een mooie vrome vrouw en een rijke man, ze hielden erg veel van elkaar maar hadden geen kinderen. De vrouw bidt en in de tuin voor hun huis staat een jeneverboom. Ze schilt in een winter een appel onder de boom en snijdt zich, de druppels bloed vallen in de sneeuw. De vrouw wenst dat ze een kind had dat zo rood was als bloed en zo wit als sneeuw. 
Na een maand is de sneeuw gesmolten en na twee maanden is alles groen. De bloemen komen na drie maanden tevoorschijn en de bomen lopen uit in de vierde maand. In de vijfde maand staat de vrouw weer onder de jeneverboom en ze valt op haar knieën van vreugde. Na de zesde maand worden de vruchten dik en ze wordt erg stil. In de zevende maand plukt ze jeneverbessen en eet er gulzig van, ze wordt treurig en ziek. In de achtste maand gaat ze huilend naar haar man en vraagt hem of hij haar onder de jeneverboom wil begraven als ze sterft. Na de negende maand bevalt ze van een jongen, die zo wit is als sneeuw en zo rood als bloed. Ze ziet het kind en heeft er nu vrede mee dat ze sterft.
Haar man begraaft haar onder de jeneverboom. Hij is erg verdrietig, maar neemt na een tijdje een nieuwe vrouw. Hij krijgt van haar een dochter. De nieuwe vrouw is jaloers op het eerste kind en behandelt het jongetje erg slecht. Ze wordt opgestookt door de duivel en vraagt zich af hoe ze ervoor kan zorgen dat haar dochter, Marleentje, alles zal erven. Marleentje vraagt op de voorraadzolder aan haar moeder of ze een appel mag en of haar broertje er ook één krijgt. Marleentjes moeder gooit de appel in een kist en als de zoon vraagt of hij een appel mag, mag hij hem pakken. De vrouw klapt het deksel dicht en het hoofd van het jongetje valt tussen de appels. Ze haalt een witte doek en bindt het hoofd weer vast, zodat er niks bijzonders te zien is.
Marleentje komt bij haar moeder en zegt dat haar broertje met een spierwit gezicht en een appel in zijn hand op een stoel zit. Hij zegt niks tegen haar, en moeder zegt dat ze hem moet slaan als hij opnieuw blijft zwijgen. Marleentje komt al snel terug en vertelt huilend dat ze het hoofd van broertje heeft afgeslagen. Moeder maant Marleentje te zwijgen, ze zullen hem koken in azijn en verder alles geheimhouden. De tranen van Marleentje vallen in de pan, zodat er geen zout nodig is. Als vader thuiskomt, vraagt hij waar zijn zoon is. Moeder zet hem een schaal met ragout voor en vertelt dat broertje naar zijn oudoom is gegaan en daar zes weken wil blijven. De man eet alles op en Marleentje gaat naar de kast, waar ze haar mooiste zijden doek uit tevoorschijn haalt. Ze haalt de overgebleven botjes van tafel en begraaft die onder de jeneverboom. 
Dan begint de jeneverboom te bewegen en er stijgt een nevel op. In de nevel brandt een vuur en er komt een prachtige vogel tevoorschijn. De vogel vliegt weg en de boom is weer normaal. Marleentje weet hierdoor dat haar broer nog leeft en ze gaat vrolijk naar binnen. De vogel strijkt neer op het dak van een goudsmid en zingt over de gebeurtenissen. De goudsmid was bezig met een gouden ketting en loopt naar buiten, hij is zo verrukt van het geluid dat hij zonder het te merken een muil verliest. Op een sok en een muil en met zijn voorschoot nog om, met een tang en de gouden ketting loopt hij naar de vogel. Hij vraagt de vogel of die nogmaals zingen wil, en moet dan de gouden ketting geven. De vogel zingt opnieuw en vliegt met de gouden ketting naar de schoenmaker, waar hij het lied nog eens herhaalt.
De schoenmaker roept zijn vrouw en dochter en kinderen en gezellen, de leerjongens en de dienstmeid. De vogel is mooi met zijn vuurrode en groene veren en een hals als van goud, met ogen als sterren. De schoenmaker vraagt of de vogel nogmaals wil zingen, zodat iedereen het horen kan. Ook stuurt hij zijn vrouw naar binnen om een paar rode schoenen te halen. De vogel herhaalt het lied en vliegt met de ketting in zijn rechter- en de schoenen in zijn linkerpoot naar de molen. Er zitten twintig molenaarsknechten en de vogel strijkt neer op de lindeboom en zingt weer, waarna de molenaarsknechten ophouden met hakken. Ze vragen nogmaals te zingen en de vogel wil de molensteen, waarna hij het liedje herhaalt. Met de molensteen om zijn hals vliegt hij terug naar het huis van zijn vader.
De vader voelt zich opeens gelukkig en voelt aan een oude bekende te zullen zien. Zijn vrouw is juist erg bang en Marleentje huilt in een hoekje. De vogel begint te zingen en de vader ruikt kaneel, hij loopt naar buiten en de gouden ketting valt om zijn nek. De vrouw valt flauw en Marleentje gaat naar buiten. Ze krijgt de schoenen van de vogel en begint meteen te dansen als ze deze aangetrokken heeft. Voor de vrouw vergaat de wereld en ze gaat ook naar buiten, maar krijgt dan de molensteen om haar nek. Ze wordt verpletterd en de vader en Marleentje zien vuur en rook opstijgen vanaf die plek. Het kleine broertje staat er, weer als mens. Met Marleentje en vader aan de hand, gaat hij naar binnen om te eten.

## Achtergronden bij het verhaal
- Het sprookje is door de schilder Philipp Otto Runge opgetekend in Pommers dialect, zie ook Van de visser en zijn vrouw (KHM19).

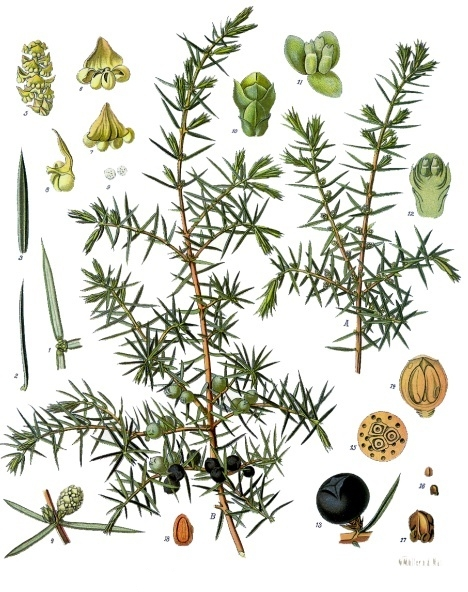
De jeneverbes

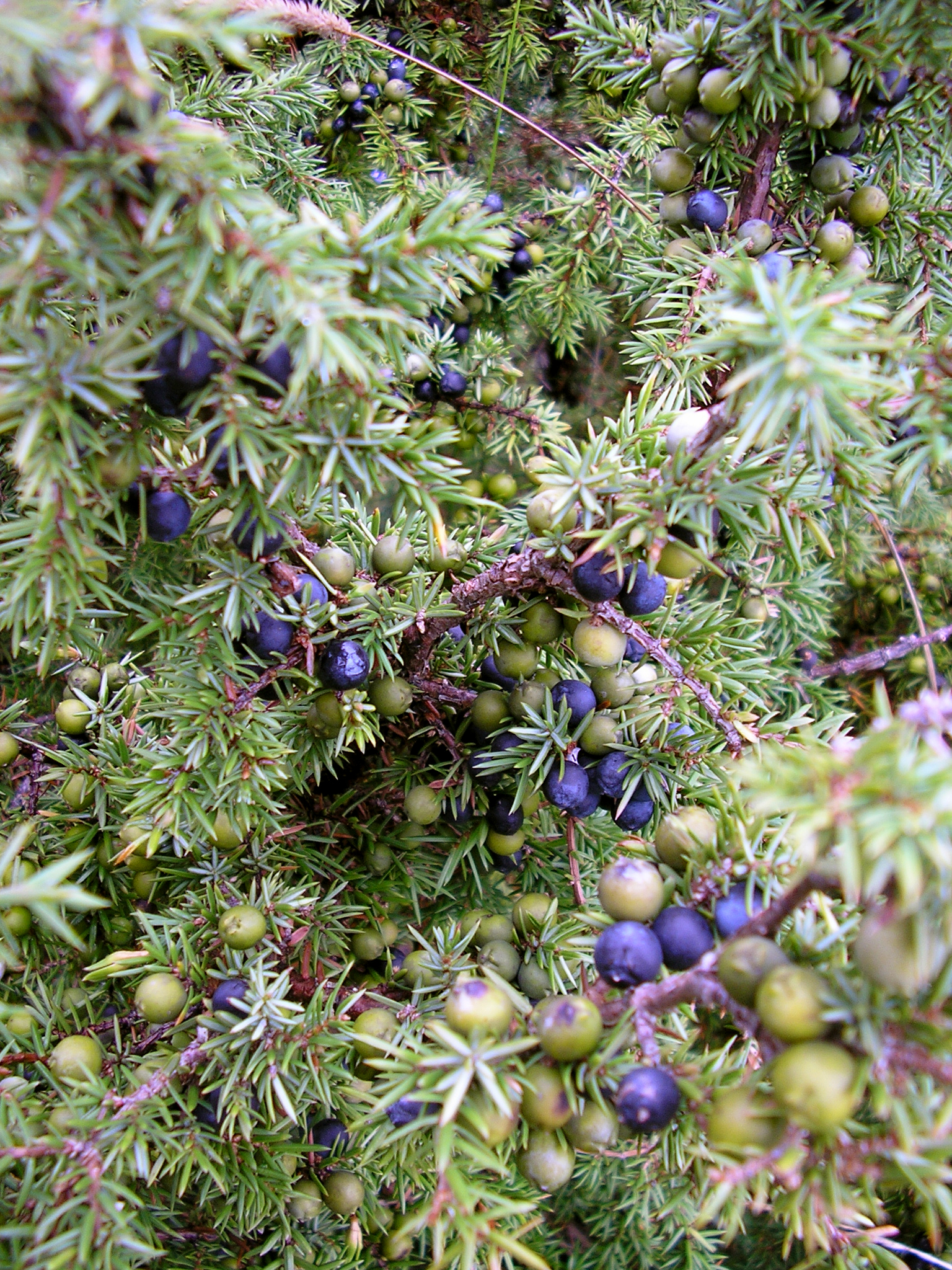
De jeneverbes

- De jeneverbes heeft een opwekkend effect en wordt gebruikt voor het maken van wierook. Er zijn oude mysterieplaatsen gevonden bij jeneverbesbomen, zie cultus en boomheiligdom. De Middelnederlandse naam voor de jeneverbes is wakel, wakelboom of wachtelboom. Wachen is waken. Zie ook Juniperus en jenever.
- De drie druppels bloed doen denken aan Sneeuwwitje (KHM53) en De ganzenhoedster (KHM89). Ook komt dit voor in de Parsival-sage.
- Soms werd een molensteen gebruikt om de doodstraf uit te voeren. Zie ook Meneer Korbes (KHM41).
- Het verliezen van een muiltje komt ook voor in Assepoester (KHM21).
- Rode schoenen komen in meerdere sprookjes voor, bijvoorbeeld De rode schoentjes, ook in dat sprookje zorgen de schoentjes ervoor dat het meisje gaat dansen. Slimme Grietje (KHM77) draagt graag schoenen met rode hakken. Ook heeft Dorothy van The Wizard of Oz rode schoentjes. De schoentjes zouden haar beschermen tegen het kwaad.
- Een vermoord kind dat in een vogel verandert, komt al in Griekse sagen voor. Zie ook De drie vogeltjes (KHM96) voor de ziel van een vermoord kind.
- Het verzamelen van beenderen komt voor in de mythen van Osiris en Orpheus, ook in Vrolijke Frans (KHM81).
- Zie ook Orpheus en Eurydice, Orpeheus kan ook prachtig zingen en brengt mensen hiermee in vervoering. Hij probeert met deze gave zijn geliefde terug uit de onderwereld te halen.
- Het sprookje heeft veel overeenkomsten met het Engelse sprookje The Rose-Tree, hierin wordt het meisje gedood.
- De boom die brandt en de vogel die daaruit oprijst, doet denken aan de feniks.
- De moeder die sterft, komt ook voor in De drie mannetjes in het bos (KHM13), Assepoester (KHM21), Sneeuwwitje (KHM53), Bontepels (KHM65) en Het klosje, de schietspoel en de naald (KHM188).
- Broer en zus staan voor het mannelijke (handelende, verstandige) en vrouwelijke (gevoelsmatige, intuïtive) in de mens, de anima en animus (ziel en geest).
- Vergelijkbaar zijn de sprookjes Broertje en zusje (KHM11), Vondevogel (KHM51), De waternimf (KHM79), De witte en de zwarte bruid (KHM135) en Het lammetje en het visje (KHM141).
- De jongen wordt net als in Hans en Grietje (KHM15) buiten spel gezet.
- De zwangerschap van de vrouw wordt symbolisch beschreven. Dit gebeurt vaker in sprookjes. Zo wordt Raponsje (KHM12) zwanger van haar prins. In de eerste uitgaven vraagt ze de heks waarom haar kleding steeds strakker zit (haar buik groeit), maar in latere uitgaven vraagt ze waarom de heks toch zoveel zwaarder is om naar boven te trekken. Ook in Het kind van Maria (KHM3) wordt een zwangerschap symbolisch beschreven.
- De dodenvogel met zijn lied komt vaak voor, bijvoorbeeld in De drie vogeltjes (KHM96) en De roversbruidegom (KHM40) en de duif in Hans en Grietje (KHM15). Zie ook De zingende springende leeuwerik (KHM88) en Sprookje van de slang (KHM105).
- Een magisch fluitgeluid komt ook voor in Het zingende botje (KHM28).
- In Broertje en zusje (KHM11) verandert het broertje in een hertje.
- Broers die in vogels veranderen, komen ook voor in De twaalf broeders (KHM9), in De zes zwanen (KHM49) .
- Ook in Sneeuwwitje (KHM536) wordt de boze stiefmoeder gedood als de waarheid aan het licht komt.
- Zie ook De vogel Feniks.
- In de jeneverbes zouden witte wieven wonen.